# Gaga (pohybový jazyk)

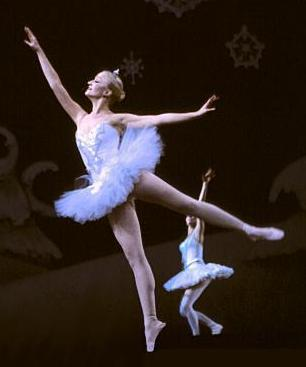
Baletní představení Nutcracker, 1981

Gaga (pohybový jazyk) je druh taneční komunikace, vyvinuté Ohadem Naharinem, izraelským tanečníkem a choreografem.

## Historie
Pohybový jazyk gaga (někdy též nazývaný “pohybový slovník”) vyvinul Ohad Naharin v době, kdy působil jako umělecký ředitel a choreograf tanečního souboru Batsheva Dance Company (1990–2018) a dále jej rozvíjí. Gaga vychází z potřeby Naharina komunikovat se svými tanečníky. Jazyk obohatil interpretaci tanečního výkladu Naharinova repertoáru a postupně se začal objevovat v oblasti pohybových praktik po celém světě.
Gaga se vyučuje v 17 zemích světa certifikovanými lektory (údaj z roku 2019).

## Metoda
Pohybový jazyk gaga vychází z víry v uzdravení, dynamiku a neustále se měnící sílu pohybu.
Pracuje se strukturou pohybu, sebepoznáním, vytrvalostí i dynamikou vlastního těla, rozvíjí flexibilitu, výdrž, obratnost, koordinaci a efektivitu pohybu, mohou si jej osvojit nejen profesionální tanečníci, ale i laici.
Tančí se v sále bez zrcadel.
Gaga zprostředkovává také nové úhly pohledu, jak skrz tělo fungujeme a vede člověka k otevření schopnosti vnímat více úrovní současně.

## Citát
| „              | Tento slovník jsem vytvořil pro trénink mého souboru, spojuje ty nejlepší dovednosti tanečníka s jeho přirozenými pohyby a emocemi. Říkám tanečníkům: poslouchej své tělo, než mu nařídíš, co má udělat. | “ |
| — Ohad Naharin | |   |

## Film
- 2015 Mr. Gaga, režie Tomer Heymann (Časosběrný dokument o Ohadu Naharinovi)[8]

## Rozšíření v Česku
V České republice se výuce gaga věnuje již několik let Nataša Novotná, tanečnice a choreografka, spoluzakladatelka souboru současného tance 420PEOPLE. Certifikát pro výuku získala v roce 2017 po studiu pohybového jazyka gaga u Nahada Oharina v Tel Avivu jako první a jediná (údaj k srpnu 2019) Češka.